# Blahočinný
Blahočinný je v pravoslavných církvích administrativní pozice kněze, po jmenování do níž se stává jedním z asistentů biskupa, pokud jde o dohled nad pořádkem v určitém církevním obvodu v rámci eparchie, nazývaném blahočiní (děkanát). 
Blahočinný je jakýmsi prostředníkem mezi farností a eparchiální (diecézní) správou v řadě otázek. Děkana jmenuje úřadující eparchiální biskup z řad jejích duchovních (obvykle těch, kteří žijí na daném území). V katolické církvi je ekvivalentem blahočinného děkan (arcikněz), v luteránských církvích - probošt.

## Historie
Funkce blahočinného byla zavedena v 18. století v Rusku za Petra I., aby nahradila kněžské starší. Obecné pokyny pro blahočinné schválil posvátný synod v roce 1828. Pokud měl děkanský kněz na starosti více než patnáct chrámů nacházejících se ve značné vzdálenosti od sebe, mohl mu být podle Charty duchovních konzistoří přidělen asistent.
Dohled nad duchovenstvem a jeho záležitostmi byl rozšířen na mužské a ženské kláštery a také na vojenský odbor (ordinariát).
Funkce byla postupně zavedena v dalších autokefálních pravoslavných církvích. V Pravoslavné církvi v českých zemích a na Slovensku je funkce používána. 

## Činnost
Prostřednictvím blahočinného vykonávají eprchiální úřady pečlivý a komplexní dohled nad církvemi a duchovenstvem v daném okrese s cílem „zachovat pořádek v církvi a kázeň jejích duchovních ku prospěchu křesťanů a k slávě Boží“.
Prostřednictvím blahočinného jsou vykonávány také příkazy eparchiálních úřadů týkající se farních chrámů a církevního duchovenstva. A konečně, blahočinný povoluje kněžím cestovat dále než 25-20 km od své farnosti ve stejné eparchii za účelem vysluhování sv. Tajin.
Blahočinný má určitou vůdčí moc nad duchovenstvem svého okrsku (blahočiní). Řeší tak nedorozumění duchovenstva ohledně významu nařízení úřadů, má pravomoc dávat potřebné pokyny a tak dále.
Blahočinný má určité právo rozhodování ve sporných případech a stížnostech mezi duchovními nebo mezi nimi a farníky, které lze ukončit smířením, nebo v takových proviněních duchovních, která ze zákona nevyžadují formální církevně-právní řízení a lze je odstranit napomenutím, důtkou, pokáráním atd.